# تشارلي أرمسترونغ
تشارلي أرمسترونغ (بالإنجليزية: Сharlie Armstrong)‏ هو عازف جاز أمريكي، ولد في 26 سبتمبر 1968 في باراماريبو في سورينام.

## وصلات خارجية
- الموقع الرسمي